# Маніпулятор

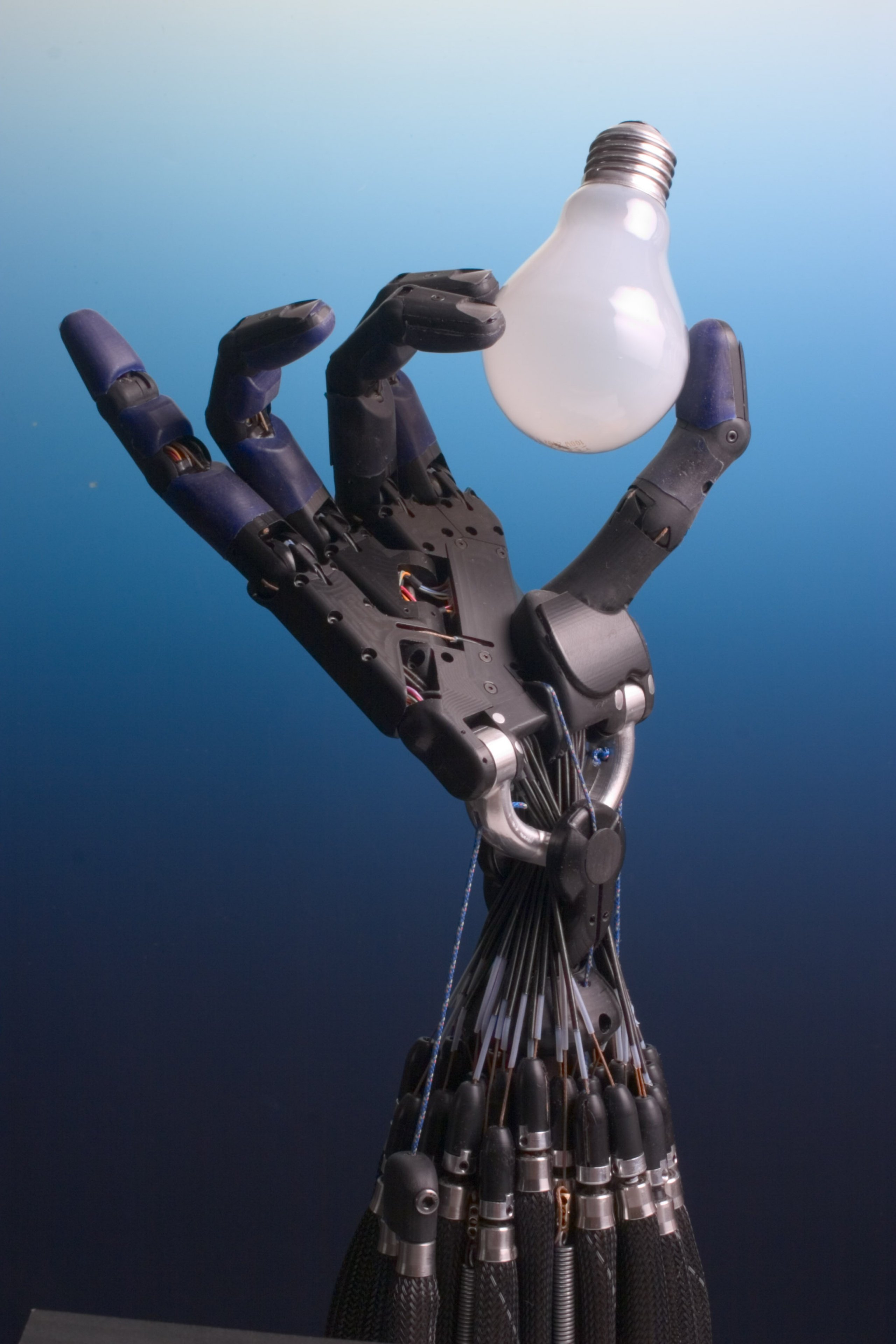
Маніпулятор, що відтворює роботу кисті руки людини

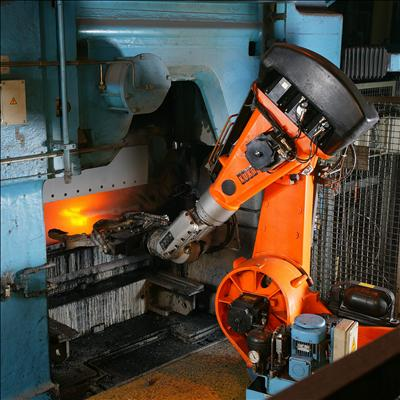
Маніпулятор промислового робота

Маніпуля́тор (рос. манипулятор; англ. manipulator; нім. Manipulator m) — керований пристрій (машина), оснащений робочим органом для виконання рухових функцій, аналогічних до функцій руки людини, під час переміщення об'єктів у просторі.

## Види маніпуляторів
Залежно від виду систем керування розрізняють маніпулятори з ручним і автоматичним керування.
У маніпуляторах з ручним керуванням оператор, діючи на ланки механізму керування, приводить у рух ланки виконавчого механізму. У найпростіших випадках передавання руху здійснюється за посередництвом механічних ланок: зубчастих коліс, тросів, важелів тощо. У цьому випадку граничні сили та переміщення виконавчого органа обмежені можливостями оператора. У разі потреби більших потужностей окремі ланки виконавчого механізму приводяться у рух приводами за сигналами, що виробляються оператором через пристрій керування.
У маніпуляторах з автоматичним керуванням ланки виконавчого механізму приводяться у рух сервоприводами, що працюють за попередньо складеною програмою. Маніпулятори з автоматичним керуванням, що застосовуються при автоматизації виробничих процесів називають промисловими роботами.

## Структура маніпуляторів
Виконавчий механізм будь-якого маніпулятора — це багатоланковий просторовий механізм, який може мати у загальному випадку поступальні, обертальні, циліндричні, сферичні та сферичні з пальцем кінематичні пари. Залежно від поставленої задачі маніпулятор повинен забезпечувати різне число ступенів вільності захоплювача. Наприклад, для відтворення просторового руху захоплювача у загальному випадку маніпулятор повинен мати шість ступенів вільності, які можна реалізувати за допомогою семиланкового кінематичного ланцюга з виключно обертовими парами. Якщо ж потрібно відтворювати просторову траєкторію лише однієї точки захвату, то необхідне число ступенів вільності зменшується до трьох, тобто з'являються надлишкові ступені вільності. Надлишкові ступені вільності дають змогу оптимізувати кінематичні, динамічні, енергетичні та інші критерії якості процесу маніпулювання. Надлишкові (зайві) ступені вільності називають також маневреністю маніпулятора, яка є важливою характеристикою маніпулятора. Збільшення числа ступенів маневреності маніпулятора розширює його можливості при виконанні складних рухів: збільшує робочий простір, зменшує мертві зони, розширює варіантність вибору траєкторій рухів у стиснених умовах.

## Характеристики маніпуляторів
Робочий простір маніпулятора — простір, в якому може перебувати виконавчий пристрій під час функціювання маніпулятора (автооператора, промислового робота). Конфігурація робочого простору та його величина безпосередньо залежать від числа ступенів вільності маніпулятора, розташування і типу кінематичних пар та розмірів ланок. Переміщення руки маніпулятора може здійснюватись у прямокутній, циліндричній або сферичній системах координат. Рух руки у прямокутній системі координат можна забезпечити лише поступальними парами, маніпулятор лише з обертовими рухами ланок дає змогу переміщати об'єкт маніпулювання в об'ємно-сферичній робочій зоні. Широкі можливості мають маніпулятори на основі структурної схеми з двома поступальними і одним обертальним рухом ланок, що дають змогу маніпулювати об'єктом в об'ємно-циліндричній робочій зоні. Поширеними є також маніпулятори на основі структури із двома обертовими і одним поступальним рухом ланок, що дає можливість маніпулювати у значно більшій об'ємно-сферичній зоні.
При цьому не всі частини робочого простору однаково зручні для виконання заданих рухів захвату. У зв'язку з цим рух захвату поділяють на чотири класи:
- рухи захоплювача з вільним об'єктом маніпулювання у вільному робочому просторі;
- рухи захоплювача з вільним об'єктом у невільному робочому просторі (є перешкоди у вигляді нерухомих об'єктів);
- рухи захоплювача у вільному робочому просторі з об'єктом маніпулювання, на який накладено в'язі;
- рух захоплювача у невільному робочому просторі з невільним об'єктом маніпулювання.

Зона обслуговування маніпулятором — простір, в якому робочий орган виконує свої функції відповідно до призначення маніпулятора (автооператора, промислового робота) й установлених значень їхніх характеристик. Для кожної точки робочого простору можна визначити тілесний кут {\displaystyle \xi }, всередині якого захоплювач можна підвести до цієї точки. Цей кут називається кутом сервісу. Відношення кута сервісу до максимального значення тілесного кута {\displaystyle 4\pi } називають коефіцієнтом сервісу {\displaystyle \left(\theta ={\frac {\xi }{4\pi }}\right)}.

## Використання
Приклади маніпуляторів:
- а) пристрій для роботи на віддалі з радіоактивними речовинами (на АЕС, збагачувальних фабриках, у космосі, під водою, у хімічно активних середовищах і т. д.);
- б) автоматичні (програмні) маніпулятори — промислові роботи — задіяні на збиральних операціях у машинобудуванні тощо;
- в) гідравлічно керований механічний важіль, встановлений у передній частині вільно плаваючого автономного заглибного судна з екіпажем.

Прості маніпулятори можуть пересуватися вгору і вниз тільки в межах обмеженої дуги; складні механізми приводяться в дію за допомогою контрольного важеля керування. Типовий простий маніпулятор для захоплення може піднімати до 65 кг, але деякі системи здатні підіймати до 200 кг.